# セントオールバンズ (バーモント州)
セントオールバンズ（英: St. Albans）は、アメリカ合衆国バーモント州の都市。フランクリン郡の郡庁所在地である。人口は6,877人（2020年）。市の全周を「セントオールバンズ町」に囲まれている。市と地域はバーリントン・サウスバーリントン都市圏に属している。

## 歴史

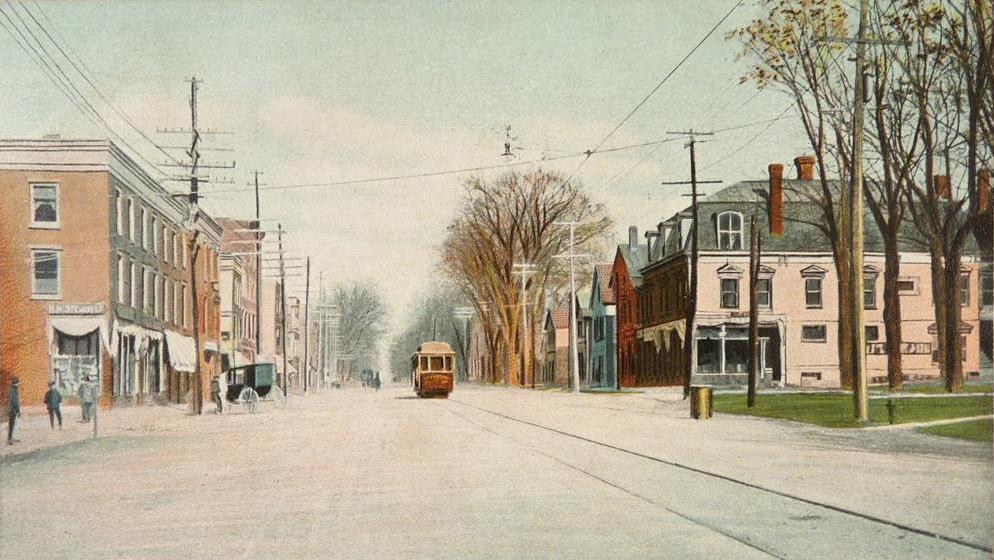
メインストリート、1909年

セントオールバンズは、ニューハンプシャー払下げ地の1つとして、1763年8月17日、植民地総督のベニング・ウェントワースから、スティーブン・ポメロイ他全64人に認可された。イングランドのハートフォードシャー、セント・オールバンズから名付けられており、アメリカ独立戦争のときにジェシー・ウェルデンが入植したのが始まりだった。しかし、この戦争のために本格的な入植は1785年まで遅れ、多くの開拓者が到着するようになった。農夫は耕作に適した肥沃で黒いローム層の土地を見い出し、また牛、馬、羊を育てた。バターとチーズが大量に生産された。バーモント・アンド・カナダ鉄道の操車センターかつ修繕工場となる主要駅があったので、「鉄道都市」と呼ばれるようになった。1859年に町として法人化されたとき、鋳造場、貨物車製造工場各1か所、数多い機械工場があった。
セントオールバンズ襲撃と呼ばれる南北戦争では最北の戦いが1864年10月19日に起こった。1902年、セントオールバンズは市として法人化され、市域はセントオールバンズ町の中に2平方マイル (5.18 km2) となった。今日では、1日200編成以上の列車が行き来した鉄道全盛時代に建設されたヴィクトリア期建築やクラフトマン・スタイルの建築物があり、観光地になっている。アメリカ合衆国への移住を目指したヨーロッパからの移民が、ノバスコシア州のハリファックスやケベック州モントリオールで上陸し、その後国境を越える列車でここを通ったという経緯があり、系譜学者にとっては研究の対象になっている。アメリカ国立公文書記録管理局ではセントオールバンズの1895年から1954年の期間に関する文書を保管している。

## 文化
セントオールバンズは「世界のメープルシロップ首都」と呼ばれ、毎年4月下旬にはバーモント・メープル祭を開催している。この祭りでは多くの食品に絡むコンテストがあり、また北のスワントン町から8.2マイル (13.2 km) の徒競走もある。

## 地理
アメリカ合衆国国勢調査局に拠れば、市域全面積は2.0平方マイル (5.3 km2)であり、全て陸地である。市は全周をセントオールバンズ町に囲まれており、地形は穏やかにうねる丘陵に青々とした農地が広がっている。市内をスティーブンス・ブルックが流れている。
市内を州間高速道路89号線、アメリカ国道7号線が通り、バーモント州道では36号線、38号線、104号線、105号線も通っている。カナダのケベック州との国境は北に約15マイル (24 km) にある。

## 人口動態

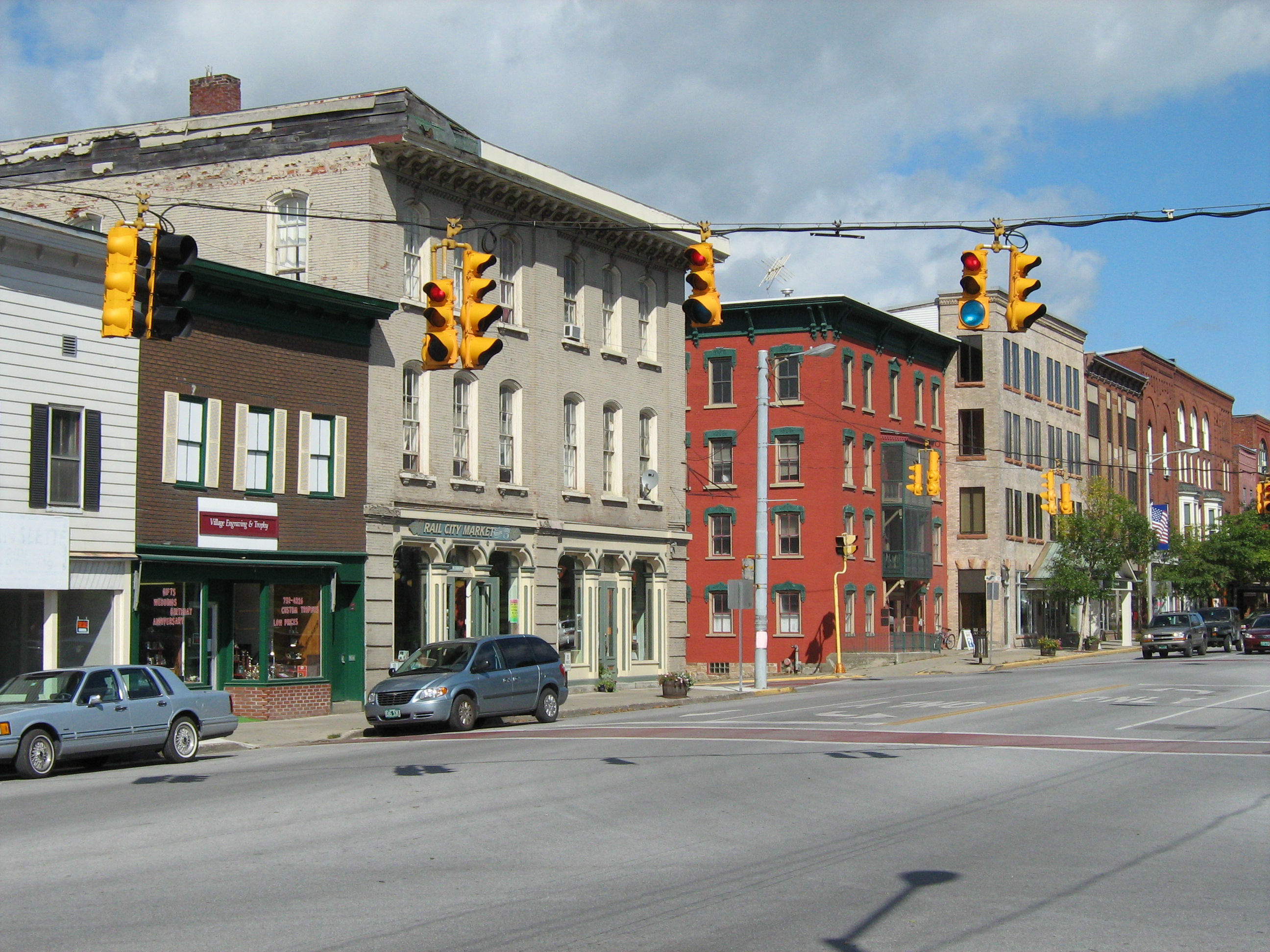
セントオールバンズ歴史地区

以下は2000年国勢調査による人口統計データである。
| 基礎データ - 人口: 7,650 人 - 世帯数: 3,235 世帯 - 家族数: 1,937 家族 - 人口密度: 1,455.0人/km2（3,768.2 人/mi2） - 住居数: 3,376 軒 - 住居密度: 642.1軒/km2（1,662.9 軒/mi2） 人種別人口構成 - 白人: 95.87% - アフリカン・アメリカン: 0.39% - ネイティブ・アメリカン: 1.20% - アジア人: 0.35% - 太平洋諸島系: 0.03% - その他の人種: 0.46% - 混血: 1.70% - ヒスパニック・ラテン系: 0.90% | 年齢別人口構成 - 18歳未満: 25.6% - 18-24歳: 8.3% - 25-44歳: 31.8% - 45-64歳: 20.3% - 65歳以上: 14.0% - 年齢の中央値: 35歳 - 性比（女性100人あたり男性の人口） - 総人口: 91.6 - 18歳以上: 86.2 世帯と家族（対世帯数） - 18歳未満の子供がいる: 31.6% - 結婚・同居している夫婦: 43.6% - 未婚・離婚・死別女性が世帯主: 12.1% - 非家族世帯: 40.1% - 単身世帯: 31.4% - 65歳以上の老人1人暮らし: 12.6% - 平均構成人数 - 世帯: 2.35人 - 家族: 2.97人 |

## 市政府

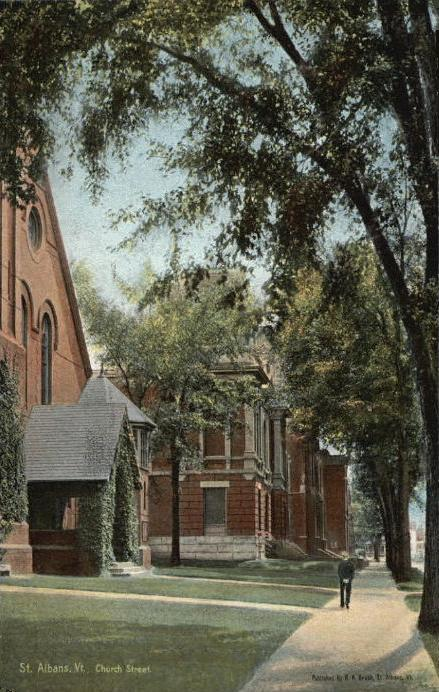
チャーチ通り、1909年

セントオールバンズ市は市長と市政委員会の形態を採っている。市政委員会は6つの小選挙区からそれぞれ1人が選ばれる。市長は全市を選挙区に選ばれる。

## 経済

### 収入
収入と家計
- 収入の中央値
  - 世帯: 37,221米ドル
  - 家族: 44,286米ドル
  - 性別
    - 男性: 31,340米ドル
    - 女性: 23,262米ドル
- 人口1人あたり収入: 17,853米ドル
- 貧困線以下
  - 対人口: 9.6%
  - 対家族数: 8.5%
  - 18歳未満: 9.2%
  - 65歳以上: 11.9%

### 産業
アメリカ合衆国市民権移民サービスが市内にサービスセンターを構えている。

## 交通

### 鉄道

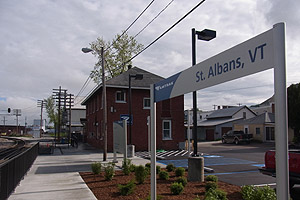
セントオールバンズ駅

アムトラックのセントオールバンズ駅はフェデラル・ストリート40にある。セントオールバンズとワシントンD.C.間の昼行長距離列車ヴァーモンター号の北の終着駅であり1日1往復発着する。この列車はワシントンD.C.との間片道605 マイル (約974 km)を、約13時間かけて一往復している。年間8万人以上が利用している。
この列車は以前、カナダのモントリオールまでモントリオーラー号という名前で運行されていたが、現在はセントオールバンズ止まりとなった。

## 著名な出身者
- ウィリアム・ボーモント、アメリカ陸軍の軍医
- ウィリアム・ファーラー・スミス、南北戦争時の北軍の将軍
- ジョージ・スタナード、南北戦争時の北軍の将軍
- ルイス・シェリー、実業家